# Relations entre l'Espagne et la Géorgie
Les relations entre la Géorgie et l'Espagne sont les relations bilatérales et diplomatiques entre ces deux pays. La Géorgie a une ambassade à Madrid et deux consulats à Barcelone et à Séville. L'Espagne n'a pas d'ambassade en Géorgie, mais l'ambassade d'Ankara, en Turquie, est accréditée pour ce pays. L'Espagne dispose d'un consulat à Tbilissi. Les deux nations sont membres du Conseil de l'Europe.

## Relations diplomatiques

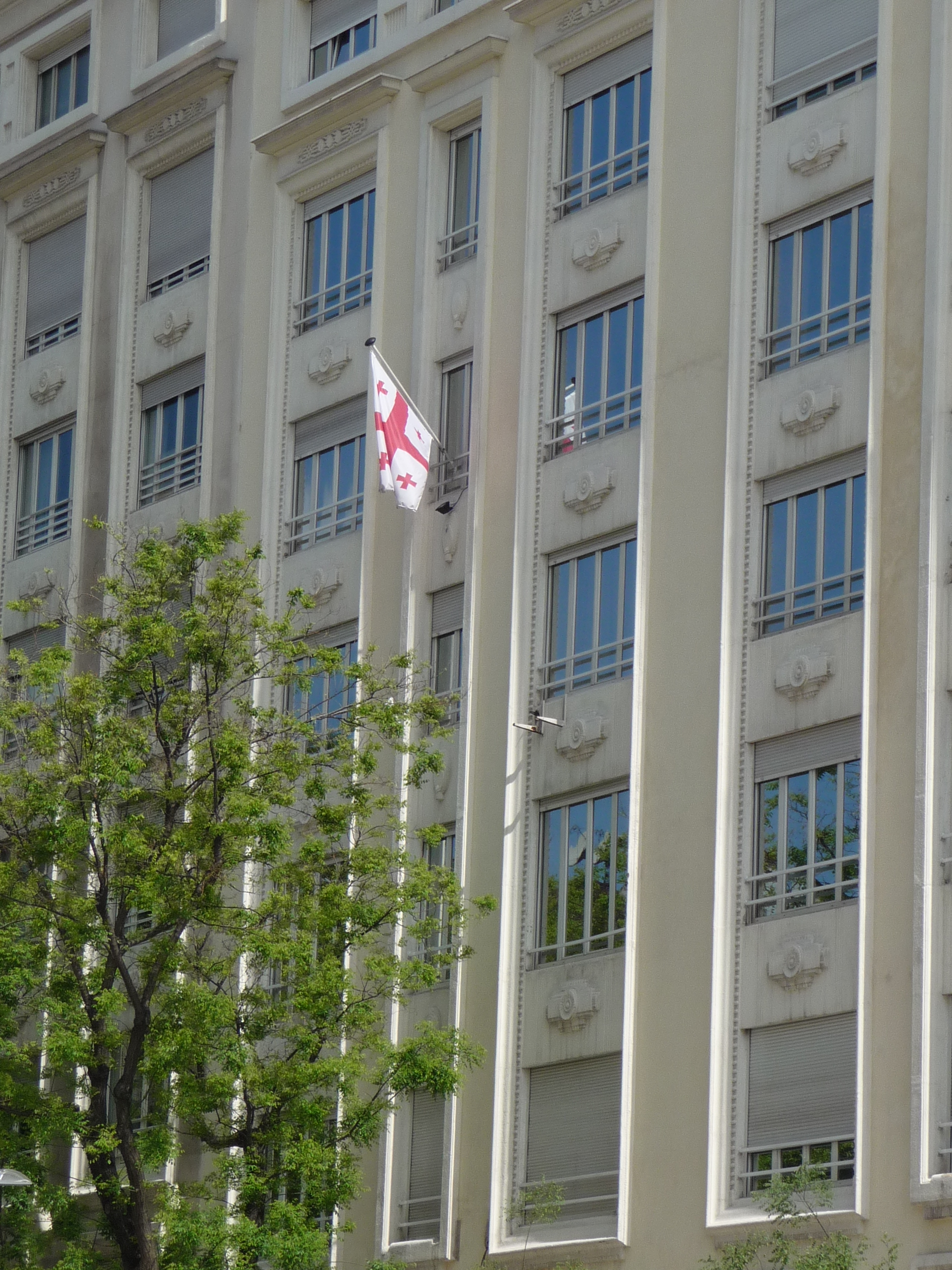
Ambassade de Géorgie à Madrid

L'Espagne entretient des relations diplomatiques avec la République de Géorgie depuis 1992.
La Géorgie possède une représentation diplomatique à Madrid depuis 2005, mais l'Espagne n'a pas d'ambassade résidente à Tbilissi, l'ambassade d'Espagne à Ankara étant compétente sous accréditation multiple.

## Relations économiques
En 2014 la croissance de l'économie géorgienne s'élève à 4,8%, cette reprise s'est produite, malgré la crise Russie-Ukraine, grâce au rebond de la consommation, des investissements privés et des exportations. Certaines vulnérabilités structurelles persistent dans le secteur financier (forte dollarisation, liquidité à court terme et forte concentration bancaire). Parmi les secteurs qui contribuent le plus à la croissance, il convient de noter la construction, le commerce de détail et la fabrication.
La Géorgie connaît une évolution positive de son économie, mais doit encore entreprendre des réformes structurelles qui, comme elle l'a pour objectif dans son programme à moyen terme, lui permettent d'augmenter la croissance économique et de la rendre plus inclusive, de créer des emplois et en même temps le temps de renforcer sa politique monétaire réussie avec son taux de change flexible, en maintenant ses fortes réserves de devises étrangères et son plafond d'inflation.
Les taux de pauvreté ont considérablement baissé au cours des cinq dernières années, en 2012, l'extrême pauvreté se situait à 3,7% (dernières données), bien que les zones rurales continuent d'afficher une pauvreté relative importante. Cette réduction est principalement due aux politiques d'assistance sociale.
Les relations économiques sont limitées, cependant, un intérêt croissant des entreprises espagnoles est détecté, attirées par une amélioration considérable du climat des investissements étrangers. Depuis le 1er juillet 2011, un accord est en vigueur pour éviter la double imposition entre la Géorgie et l'Espagne. Les 10 et 11 mars 2014, l'Espagne et la Géorgie signent deux mémorandums d'accord (MoU), l'un concernant la coopération dans l'espace économique et l'autre le tourisme.
En 2014, les exportations espagnoles vers la Géorgie s'élèvent à 58,8 millions d'euros, contre 78,8 millions d'euros en 2013, ce qui représente une baisse de 25,4%, tandis que les importations de la Géorgie en provenance d'Espagne atteignent 81,43 millions d'euros, contre 29,32 millions d'euros en 2013, ce qui représente la plus forte augmentation des dernières années (177,7%).

## Déclarations, traités et accords signés
- Accord de coopération culturelle, éducative et scientifique. Signature: 11 mars 1993. Entrée en vigueur: 12 juin 1996.
- Accord pour éviter la double imposition et prévenir l'évasion fiscale en matière d'impôts sur le revenu et fonciers. Signature: 7 juin 2010. Entrée en vigueur: 1er juillet 2011[6].